# Месники, усі разом (подія)
«Месники, усі разом» (англ. Avengers Assemble) — кросоверна сюжетна лінія в коміксах, написана Джейсоном Аароном за участю художників Браяна Гітча, Аарона Кудера та Хав'єра Ґаррона, опублікована у 2022 році американським видавництвом Marvel Comics. Сюжет виступає завершенням авторської серії Аарона про Месників і водночас є частиною його серії Avengers Forever. У центрі подій — об’єднання сучасних Месників з їхніми доісторичними версіями та альтернативними версіями з різних всесвітів задля боротьби проти армії Мефісто та команди Господарів зла, які мають на меті зруйнувати мультивсесвіт. Сюжетна лінія загалом отримала змішані відгуки: критики висловлювали зауваження щодо непослідовності художнього стилю, якості сценарію та розвитку сюжету.

## Історія публікації
У вересні 2022 року Marvel Comics оголосило, що Джейсон Аарон працює над новою подієвою серією під назвою Avengers Assemble, у якій сучасні Месники об’єднаються з Месниками, які існували 1 000 000 року до н. е., а також з альтернативними версіями самих себе, аби протистояти Мефісто та його армії.

## Сюжет
У сюжеті Avengers Assemble Месники об’єднуються зі своїми доісторичними та альтернативними версіями самих себе, щоб зупинити масштабну загрозу з боку Мефісто та його мультивсесвітньої армії, зокрема Господарям зла на чолі з Верховним Думом. Мефісто прагне стерти Месників з історії, змінити або знищити весь мультивсесвіт, а також здобути сили Древнього Мультивсесвіту через Божественний кар'єр. У боротьбу вступають численні варіанти знайомих героїв, серед яких Роббі Реєс як Всевершник, Локі як Первісний месник, Старий Фенікс, дочки Тора та альтернативні Залізні люди. Кульмінацією стає битва на планеті Дум, де об’єднані сили героїв за підтримки Феніксів, Родоначальника та Козарра з Космічною силою зупиняють катастрофічний потоп, а Верховний Дум і Мефісто зазнають поразки. Події завершуються відновленням статус-кво, вшануванням полеглих героїв, створенням нової мультивсесвітньої команди Месників і натяком на майбутнє — Роббі Реєс вижив і повертається до життя.

## Випуски
1. Avengers Assemble Alpha #1
2. Avengers #63
3. Avengers Forever #12
4. Avengers #64
5. Avengers Forever #13
6. Avengers #65
7. Avengers Forever #14
8. Avengers #66
9. Avengers Forever #15
10. Avengers Assemble Omega #1

## Сприйняття

### Огляди
Загалом подія Avengers Assemble отримала змішані відгуки. За даними сайту Comicbookroundup, середня оцінка всієї серії склала 6,6 з 10 на основі 267 рецензій.
Оглядач Story Babbler з Comicbook Dispatch зазначив, що Avengers Assemble Omega #1 підсумовує не лише дану сюжетну лінію, а й увесь авторський цикл Джейсона Аарона про Месників, проте фінал виявився маловиразним. Особливої критики зазнали нечітко прописані мотиви Мефісто та його цілі, а також надто поспішна поразка лиходіїв, яка слугувала лише для того, щоб дозволити Месникам боротися з умовною «космічною повінню» — сюжетним елементом, що здавався беззмістовним аж до появи довільного вирішення.

## Колекційні видання
| Назва             | Випуски | Дата випуску  | ISBN                |
| ----------------- | --- | ------------- | ------------------- |
| Avengers Assemble | Avengers Assemble Alpha #1, Avengers (2018) #63-66, Avengers Forever (2021) #12-15, Avengers Assemble Omega #1 | 19 липня 2023 | ISBN 978-1302950637 |